# Gölenkamp
Gölenkamp is een gemeente in het landkreis Graafschap Bentheim van de deelstaat Nedersaksen. De gemeente telt 581 inwoners.
Gölenkamp ligt ten noordwesten van Nordhorn. De gemeente is onderdeel van de Samtgemeinde Uelsen, die wordt bestuurd vanuit de plaats Uelsen.
De drie dorpen in de gemeente zijn:
- Gölenkamp
- Haftenkamp
- Hardinghausen

- Gemeinsame Normdatei: 4306665-3
- Virtual International Authority File: 139996122

Bad Bentheim · 
Emlichheim · 
Engden · 
Esche · 
Georgsdorf · 
Getelo · 
Gölenkamp · 
Halle · 
Hoogstede · 
Isterberg · 
Itterbeck · 
Laar · 
Lage · 
Neuenhaus · 
Nordhorn · 
Ohne · 
Osterwald · 
Quendorf · 
Ringe · 
Samern · 
Schüttorf · 
Uelsen · 
Wielen · 
Wietmarschen · 
Wilsum